# Taiheiki

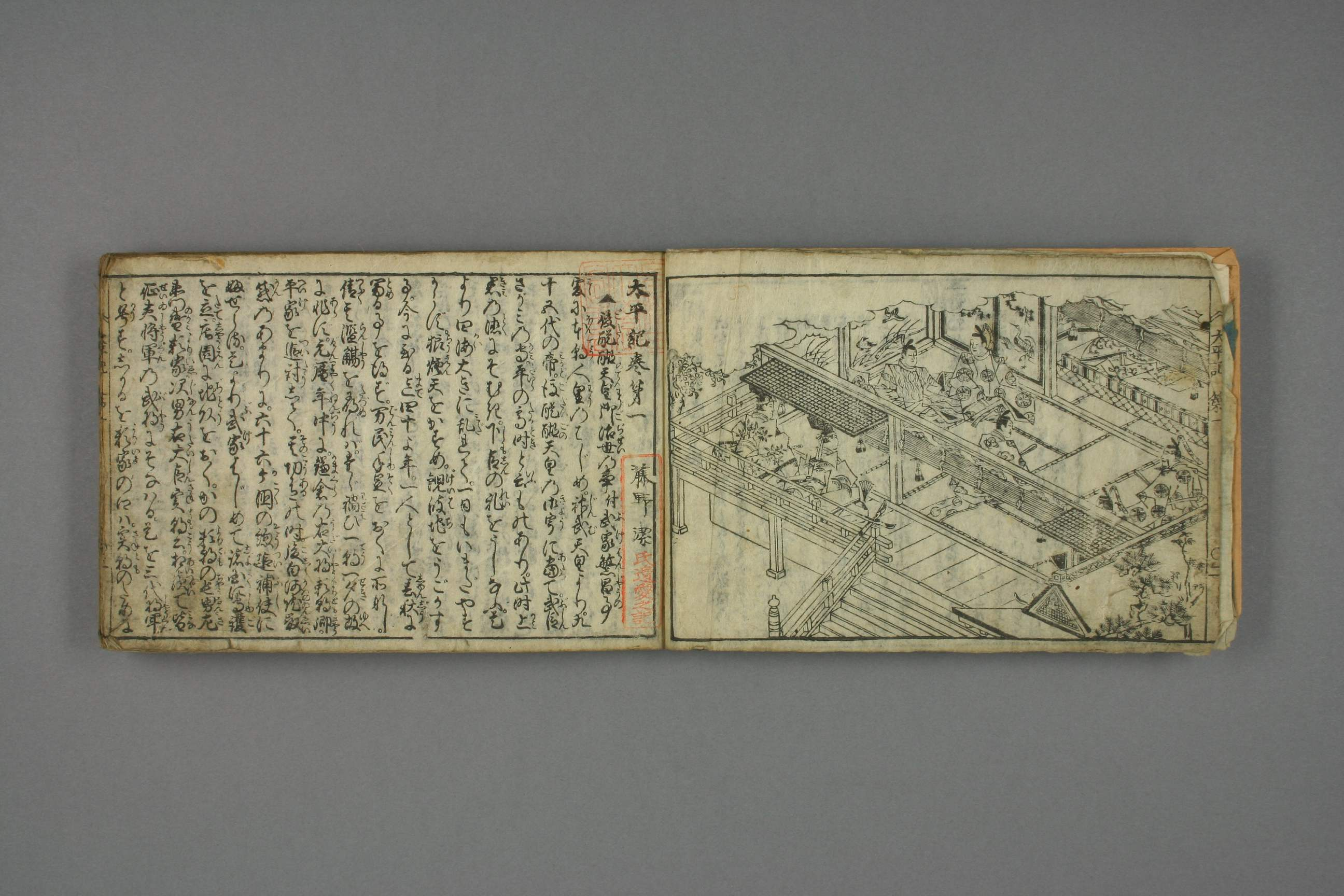
Página 5 del primer volumen del Taiheiki proveniente de una edición de 1698.

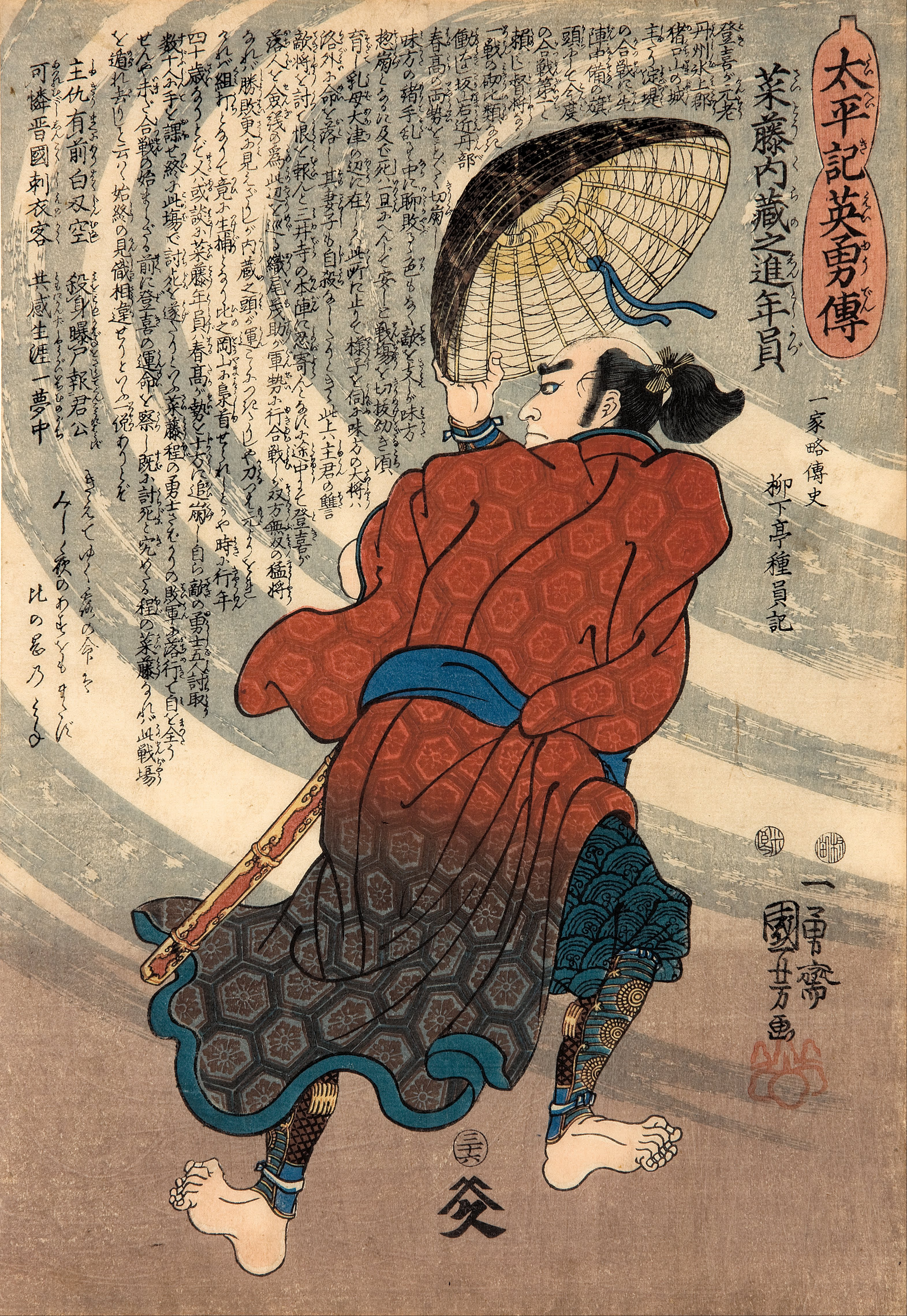
Utagawa Kuniyoshi (1798–1861), Saito Kuranoshin Toshikazu (Historias heroicas del Taiheiki (Taiheiki eiyuden).

El Taiheiki (太平記?) (Crónica de la Gran Paz) es una epopeya histórica japonesa escrita a finales del siglo XIV, cubriendo el período comprendido entre 1319 y 1367. Trata principalmente del período Nanbokuchō, período de guerra entre la Corte del Norte de Ashikaga Takauji en Kioto y la Corte del Sur del emperador Go-Daigo Tennō en Yoshino.

## Contenido
La Gran Pacificación narra las guerras acaecidas en torno al año 1333 entre el gobierno militar del sogún y los partidarios del emperador Godaigo. Son dramáticas guerras civiles entre el rudo este del país con su centro de Kamakura y el refinado oeste con su centro en la vieja capital Kioto. Sobre este trasfondo histórico y una absorbente trama de conspiraciones y traiciones, este gallardo ideario del samurái constituye, gracias al vigor de su estilo, a la vívida caracterización de sus personajes y al impactante contraste entre el lirismo conmovedor de ciertos episodios y la sanguinaria brutalidad de otros, un monumento imperecedero de las letras niponas.